# Дебър (квартал на Първомай)
Вижте пояснителната страница за други значения на Дебър.
Дебър е квартал на българския град Първомай. Разположен е на два километра южно от града на левия бряг на река Мечка на международния път Е-80.

## История
В землището на Дебър е намерен оригинален втори екземпляр на моливдула на Йоан VI Кантакузин (ок. 1293 – 1383 г.), византийски император от 1347 до 1355 г. По време на османското владичество селището носи различни имена - Еникьой, Енимахле, Ени Мусулман, Бабаески, Иннимал, Дервент Ени махле и последно – Дервент, име сменено на Дебър през 1906 година. Разположено на главния път Виена - Цариград селото е често посещавано от западни пътешественици - френският лекар пътешественик Пол Люкас, минал през Дервент през 1706 г., му посвещава дълго описание.
Според източнорумелийската статистика от 1880 година в Дервент има 385 семейства с 1892 жители българи и 58 цигани.
При избухването на Балканската война през 1912 година двама души от Дебър са доброволци в Македоно-одринското опълчение.
Селото силно пострадва от Чирпанското земетресение в 1928 година, когато почти всичките му къщи са разрушени. В 1969 година селото е присъединено към Първомай.
В Дебър в 1904 година е роден писателят Георги Караславов, а в 1932 година - неговият племенник и също известен писател Слав Караславов.